# UV Arietis

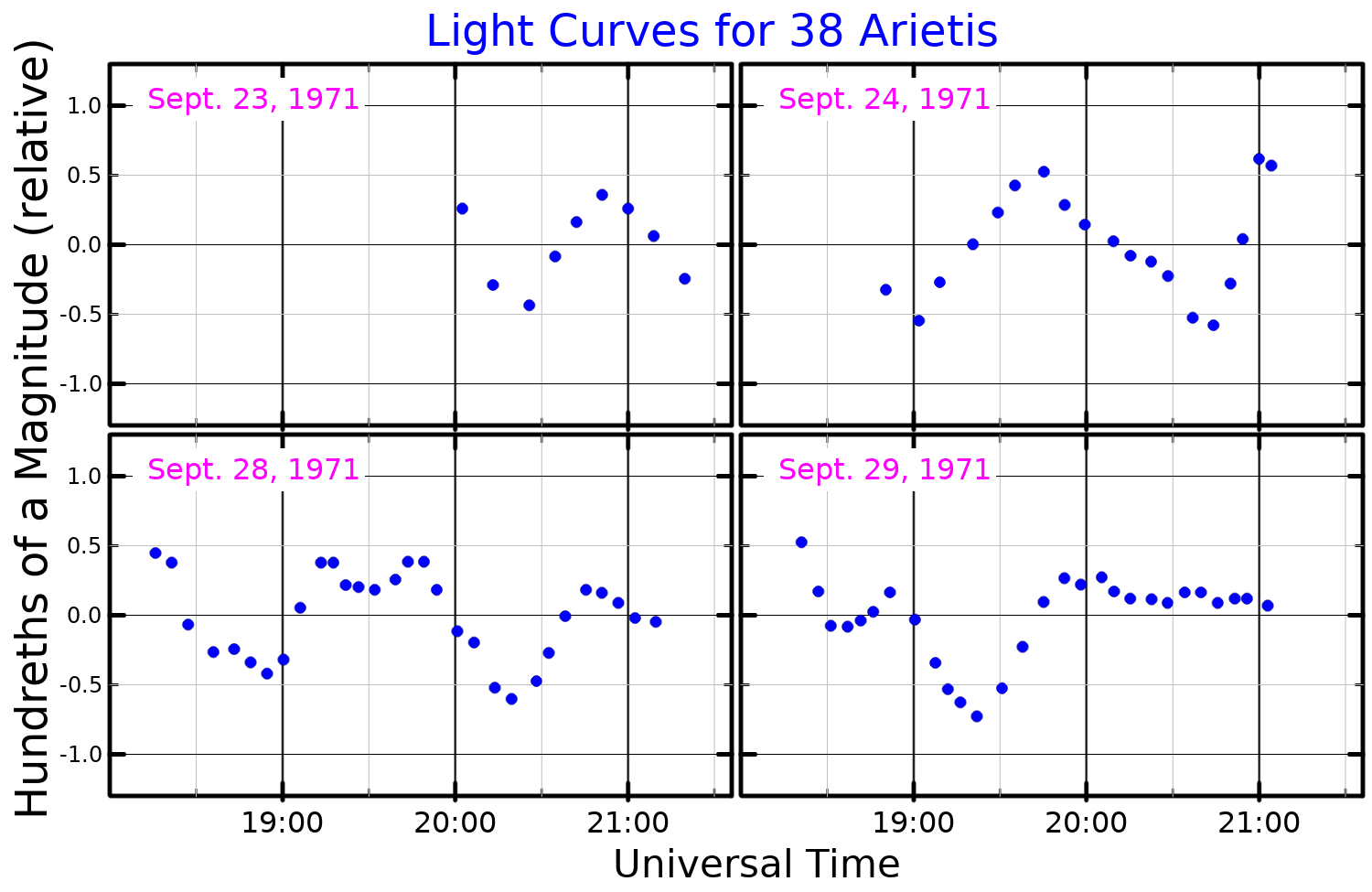
Curva de luz de Arietis 38 (1974)

UV Arietis (UV Ari / 38 Arietis / HD 17093) es una estrella en la constelación de Aries de magnitud aparente +5,19 que encuentra a 125 años luz del sistema solar. 
UV Arietis está catalogada como gigante o subgigante blanca de tipo espectral A7III-IV.
Con una temperatura efectiva de 7541 K, su luminosidad es 11 veces mayor que la del Sol.
A partir de su diámetro angular estimado —0,406 segundos de arco— se puede evaluar su radio, resultando ser este un 70% veces más grande que el radio solar.
Su velocidad de rotación proyectada es de 71 km/s, siendo éste un límite inferior, ya que la velocidad real depende de la inclinación de su eje de rotación respecto a nosotros.
Exhibe una metalicidad menor que la solar, siendo su abundancia relativa de hierro igual al 56% de la existente en el Sol. Otros elementos evaluados muestran la misma tendencia, si bien el sodio es especialmente deficitario ya que su contenido es sólo una quinta parte del solar.
UV Arietis es una variable Delta Scuti, una de las más cercanas a nosotros dentro de este grupo. Su brillo varía 0,04 magnitudes a lo largo de un período de 0,0355 días, con sobretonos de 0,046 y 0,061 días.
Por otra parte, mediante ocultación lunar se ha descubierto que UV Arietis es una estrella binaria.